# Бостон-гарден
«Бо́стон-га́рден» (англ. Boston Garden) — спортивная крытая арена, построенная в 1928 году в Бостоне. Снесена в 1998 году. Здание было спроектировано известным бокс-промоутером Тексом Рикардом.
Наиболее известные команды, игравшие на арене — баскетбольная «Бостон Селтикс» и хоккейная «Бостон Брюинз». Также регулярно здесь играли и другие команды (младшие лиги, лакросс), неоднократно проводились боксёрские и концерты. На арене проходили матчи всех звёзд НБА в 1951, 1952, 1957 и 1964 году, а также матч всех звёзд НХЛ в 1971 году.
В последние годы вместимость площадки составляла 14 448 зрителей на хоккейных матчах и 14 890 на баскетбольных.
Со временем «Бостон-гардена» перестал удовлетворять современным требованиям, в городе был построен суперсовременный «Флит-центр» (ныне — «ТД-гарден»). 14 мая 1995 года состоялся последний официальный матч в истории арены («Брюинз» играли с «Нью-Джерси Девилз»). В 1998 году здание было снесено.